# Lech dl Dragon
Il Lech dl Dragon (Drachensee in tedesco) è un lago proglaciale nelle Dolomiti in Alto Adige.

## Geografia
Il lago è situato sull'ampia cengia delle Mëisules sul versante gardenese del Gruppo del Sella a 2677 m.
Il lago si crea periodicamente dall'apertura di un ghiacciaio, ormai in via di estinzione, che giace nascosto sotto i coni detritici provenienti dalle torri sovrastanti delle formazioni in dolomia principale.
Il lago scomparve negli anni settanta per ricomparire verso il 2002 e scomparve, date le modeste dimensioni residue del ghiacciaio, nel 2007. A tale proposito si può osservare nelle illustrazioni nella galleria la differenza di potenza della parete del ghiacciaio negli anni 1956 e 2005.
In questi ultimi anni è riapparso, sia pure con dimensioni ulteriormente ridotte.

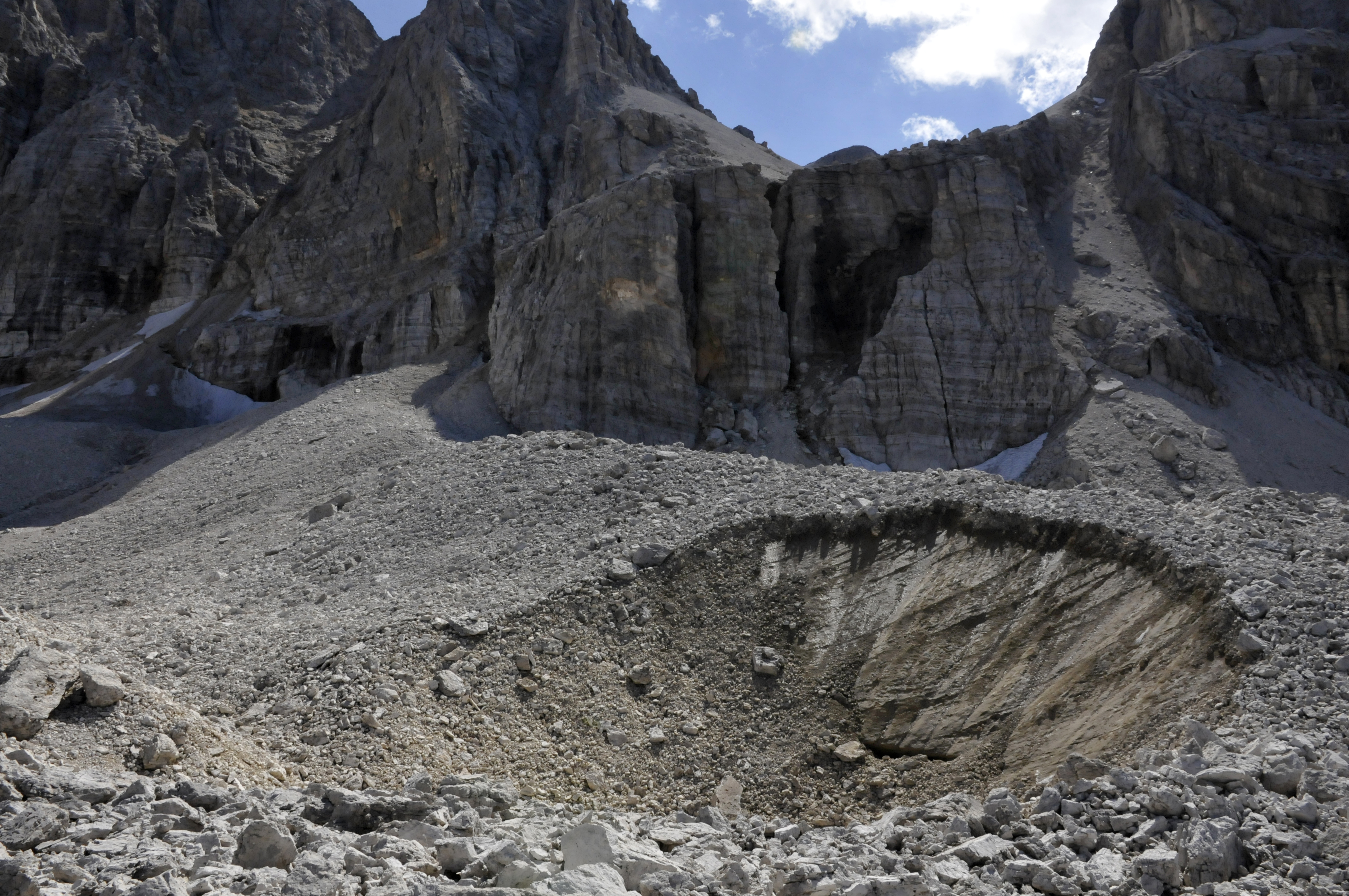
Il cratere fotografato nell'estate del 2011 potrebbe spiegare la formazione dei laghi sulla cengia del Sella

## Leggende
Il nome del lago deriva da leggende degli abitanti della Val Gardena che udivano a Selva, sul Passo Gardena e addirittura sull'alpe del Mastlè le urla di un presunto drago che albergava nel lago sul Mëisules. Queste leggende sono state raccolte e pubblicate da Giovanni Alton in un testo in lingua ladina, con la traduzione italiana.

## Accessi
Dal passo Gardena, 2.121 m, attraverso il sentiero 666 che risale la val Setùs, in 1,5 ore si arriva alla cengia principale nella prossimità del rifugio Cavazza al Pisciadù; si gira a sud-ovest sulla larga cengia per circa 40 minuti su un sentiero, accidentato per la presenza di numerosi massi detritici, in direzione della Valle dei Camosci.

## Galleria d'immagini
Le modifiche subite dal lago nel tempo:

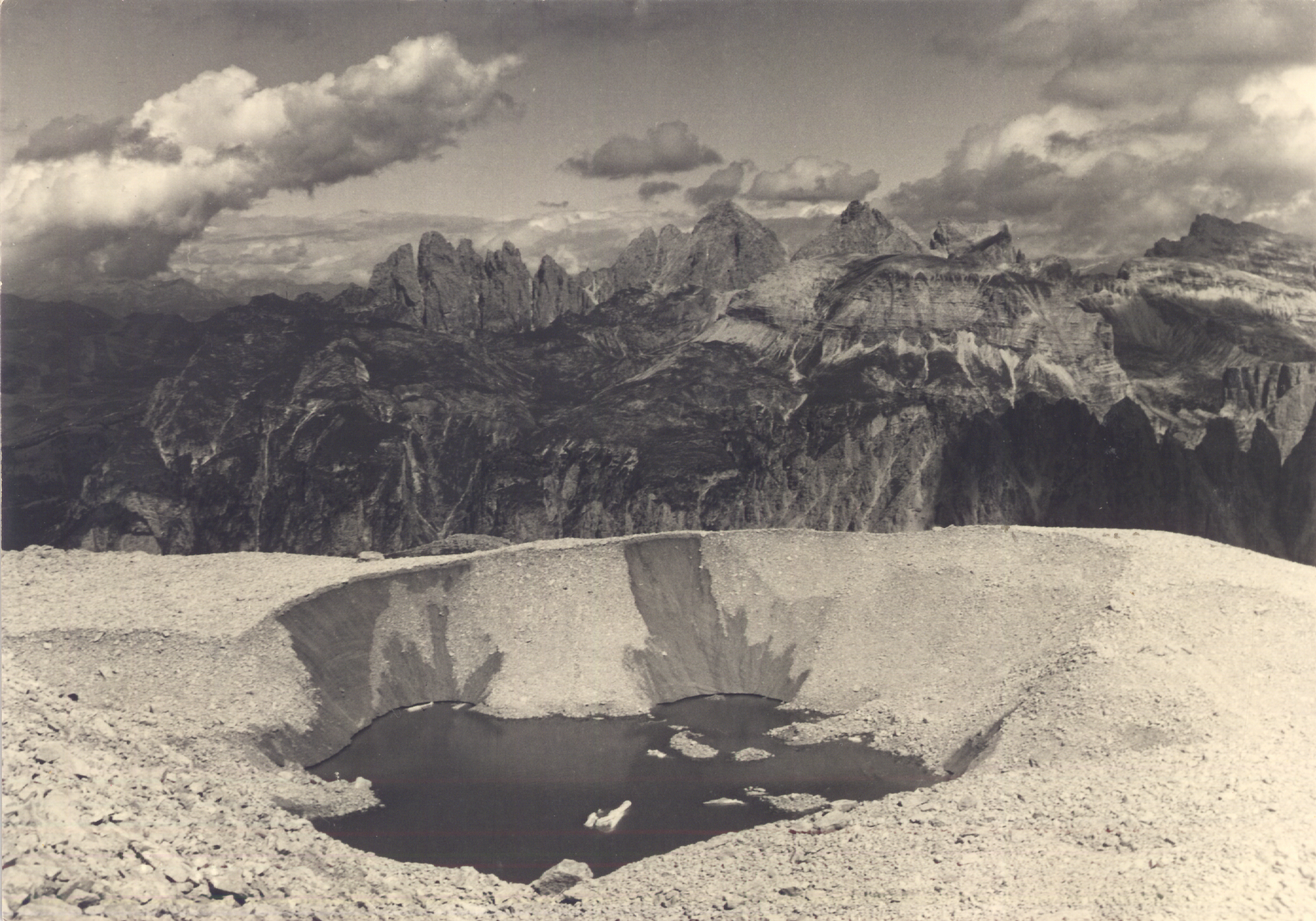
panoramica nel 1956 verso ovest
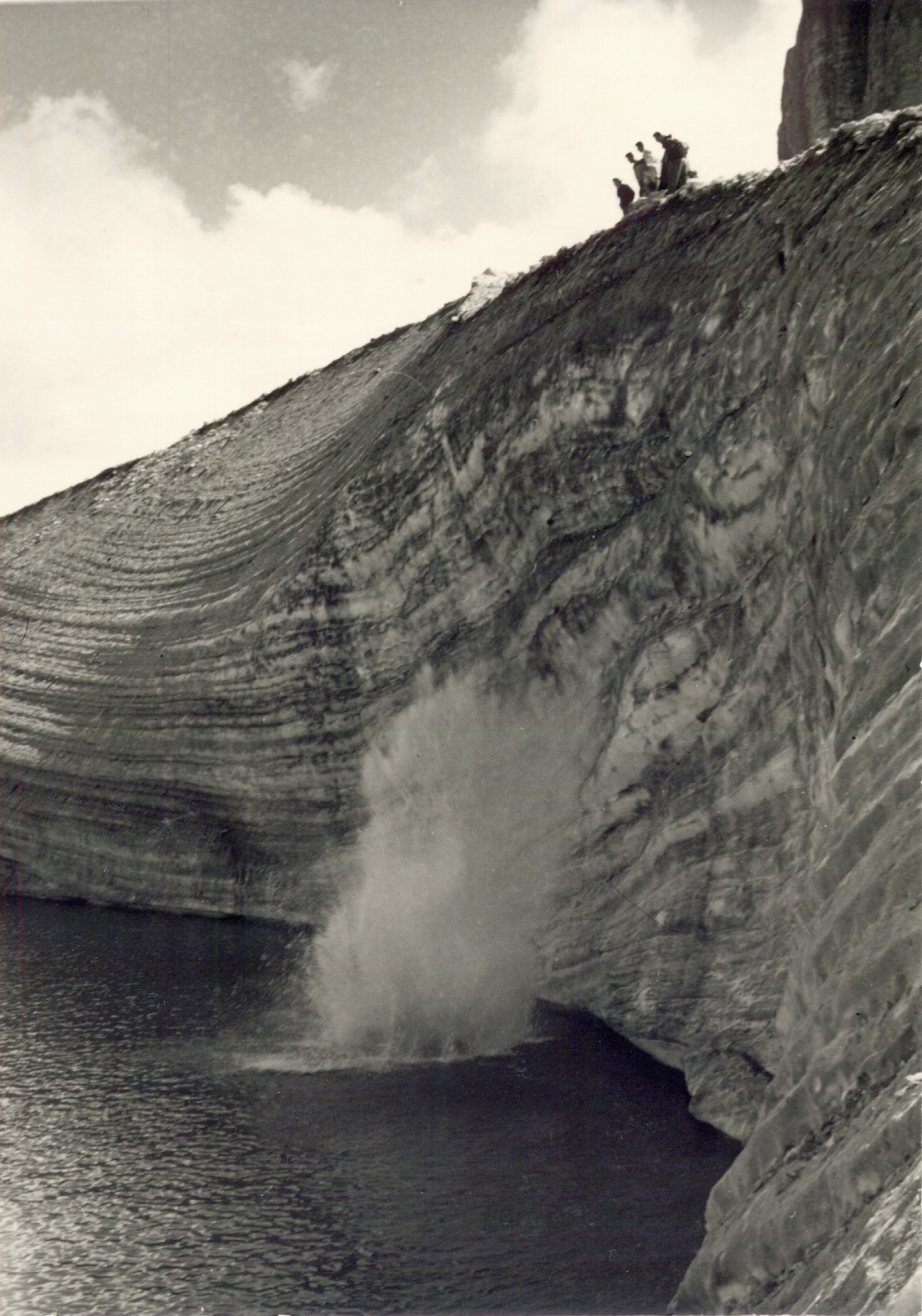
Parete di ghiaccio a est nel 1956
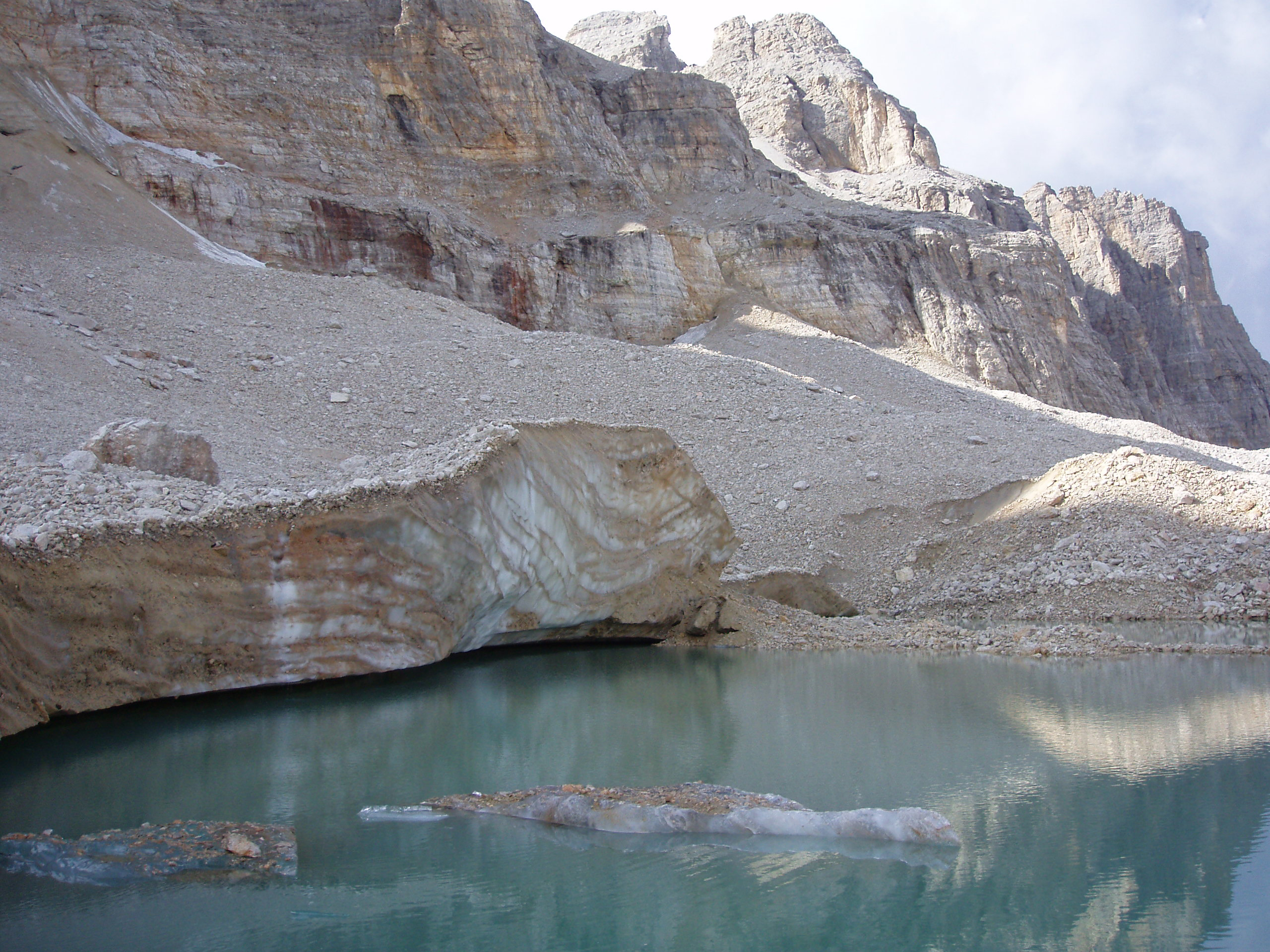
2005
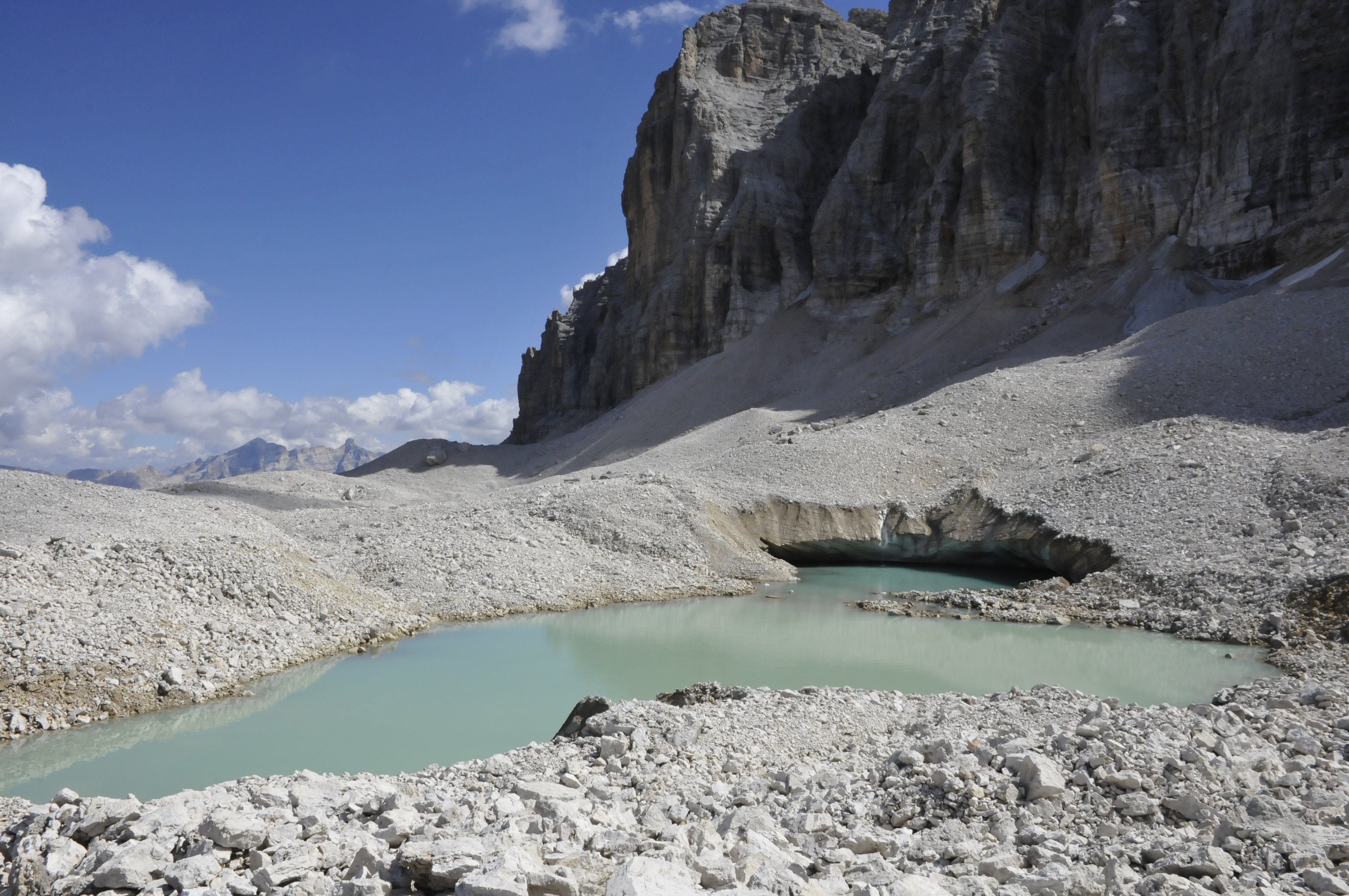
2011
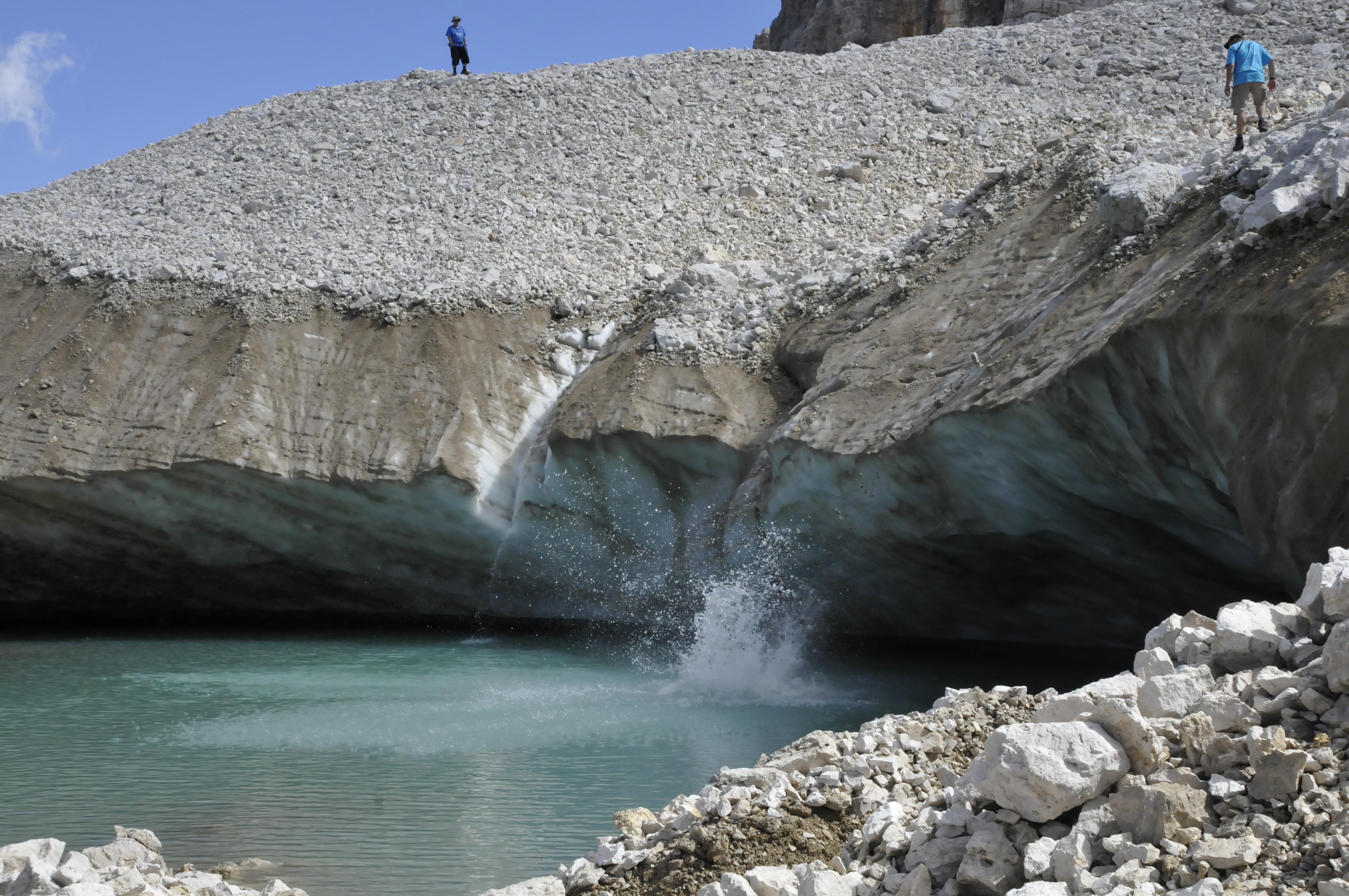
la parete est nel 2011
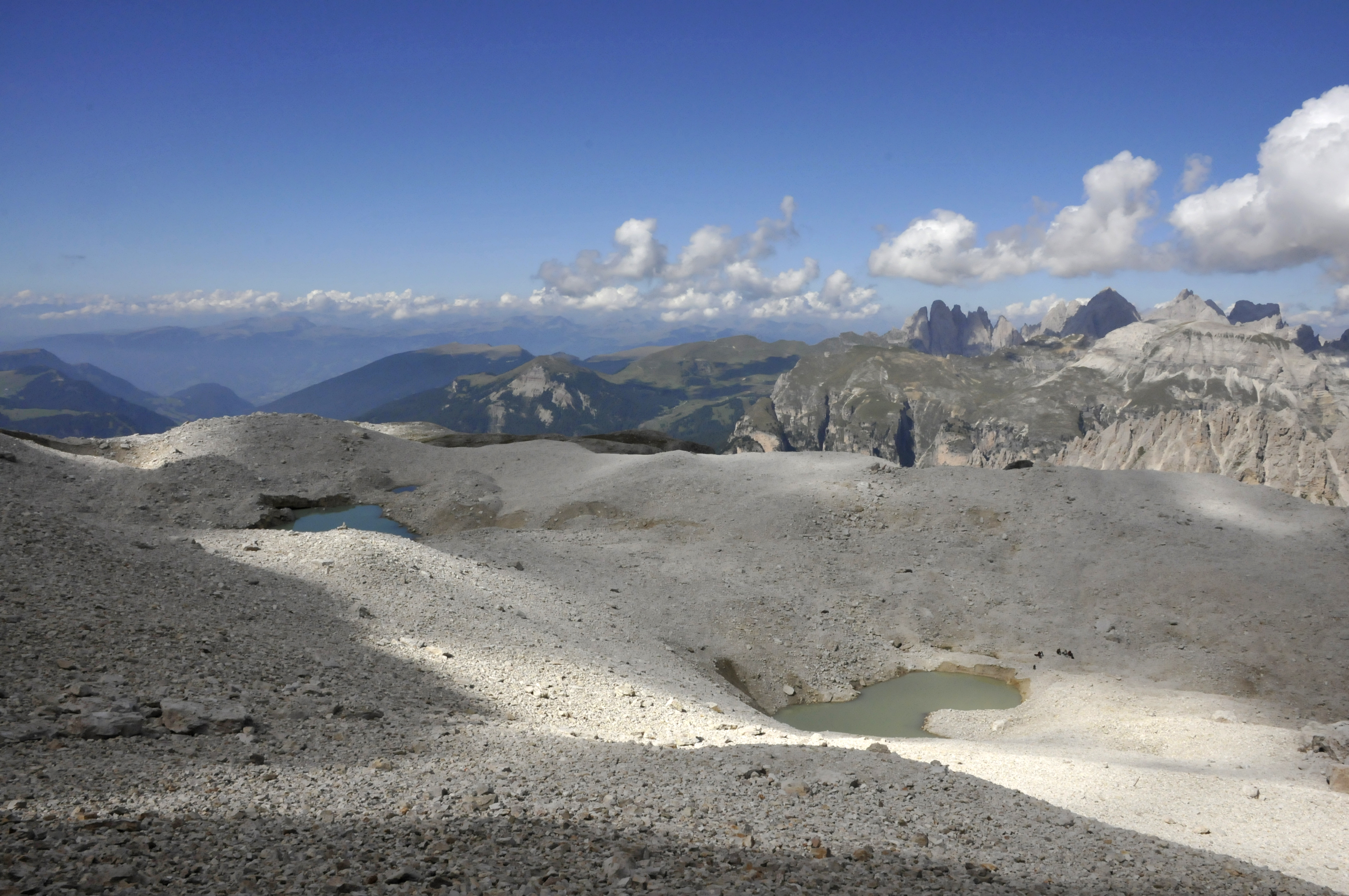
visione panoramica nel 2011